# Supercopa de España de voleibol
La Supercopa de España es una competición nacional de clubes organizada por la Real Federación Española de Voleibol (RFEVb), que enfrenta a los campeones de las dos competiciones nacionales de España: Superliga Masculina de Voleibol y Copa del Rey.

## Historia
La Supercopa de España de Voleibol se disputó por primera vez en 1990 en un partido entre Son Amar Palma y Club Voleibol Calvo Sotelo. Este formato de competición para determinar el 'campeón de los campeones' ya se estaba viendo en otros deportes como el fútbol o el baloncesto, y esta fue la primera ocasión en la que se realizó en el voleibol. Fue una prueba piloto puesto que no se repitió hasta 1994. Ese mismo año parecía que iba a tener ya una continuidad la competición, pero solo se disputó en el 1995 y en el 1996 antes de ser paralizada esa competición.
Fue en el año 2002 cuando la Supercopa entraría en el calendario del voleibol nacional para quedarse. Lo hizo con un derbi andaluz entre el Unicaja Almería y el PTV Málaga que terminaron llevándose los ahorradores. Desde entonces la competición se ha disputado siempre sin interrumpirse. Eso sí, ha variado la fecha de su disputa entre los meses de septiembre, octubre, noviembre, diciembre o incluso enero, pero siempre se ha llegado a disputar dicha competición. Cabe destacar que en la edición del 2020 hubo un debate entre los clubes para ampliar el cupo a 4 equipos, dado que no se determinó un campeón de la Superliga en la temporada anterior debido a la suspensión de la competición por la Pandemia de COVID-19. Finalmente, se invitó al equipo que había quedado en primer lugar en el momento en que se paralizó la liga regular y se disputó el torneo en el formato tradicional.

## Ediciones
| Ed.           | Temporada | Campeón                  | Res. | Subcampeón                         | Sede                     | Nota(s) |
| ------------- | --------- | ------------------------ | ---- | ---------------------------------- | ------------------------ | ------- |
| I             | 1990      | Son Amar Palma           | 3–0  | Constructora Atlántica             | Las Palmas               | [ 1 ]   |
| No se disputó |           |                          |      |                                    |                          |         |
| II            | 1994      | Grupo Duero              | 3–0  | PEPSI Gran Canaria                 |                          |         |
| III           | 1995      | Unicaja Almería          | 3–2  | Caja Salamanca y Soria             | Almería                  |         |
| IV            | 1996      | Gran Canaria             | 3–1  | Caja Salamanca y Soria             |                          |         |
| No se disputó |           |                          |      |                                    |                          |         |
| V             | 2002      | Unicaja Almería          | 3–0  | PTV Málaga                         | El Puerto de Santa María |         |
| VI            | 2003      | Unicaja Almería          | 3–2  | C.V. Elche                         | Elche                    |         |
| VII           | 2004      | C.V. Arona Tenerife      | 3–2  | Unicaja Almería                    | Almería                  |         |
| VIII          | 2005      | Son Amar Palma           | 3–0  | Unicaja Almería                    | Miranda de Ebro          |         |
| IX            | 2006      | Unicaja Arukasur Almería | 3–1  | Drac Palma                         | Puertollano              |         |
| X             | 2007      | Drac Palma               | 3–0  | Unicaja Almería                    | Laredo                   |         |
| XI            | 2008      | Palma Volley             | 3–1  | C.D. Numancia                      | Albacete                 |         |
| XII           | 2009      | Club Voleibol Teruel     | 3–1  | Unicaja Almería                    | Teruel                   |         |
| XIII          | 2010      | Unicaja Almería          | 3–1  | Club Voleibol Teruel               | Almería                  |         |
| XIV           | 2011      | Unicaja Almería          | 3–0  | Club Voleibol Teruel               | Teruel                   |         |
| XV            | 2012      | Club Voleibol Teruel     | 3–0  | C.D. Numancia                      | Soria                    |         |
| XVI           | 2013      | Club Voleibol Teruel     | 3–0  | Unicaja Almería                    | Teruel                   |         |
| XVII          | 2014      | Club Voleibol Teruel     | 3–0  | Unicaja Almería                    | Albacete                 |         |
| XVIII         | 2015      | Unicaja Almería          | 3–2  | Club Voleibol Teruel               | El Ejido                 | [ 3 ]   |
| XIX           | 2016      | CAI Voleibol Teruel      | 3–2  | Unicaja Almería                    | Teruel                   | [ 4 ]   |
| XX            | 2017      | Club Voleibol Teruel     | 3–0  | Urbia Voley Palma                  | Teruel                   |         |
| XXI           | 2018      | Club Voleibol Teruel     | 3–0  | Unicaja Almería                    | Teruel                   |         |
| XXII          | 2019      | Club Voleibol Teruel     | 3–0  | Unicaja Almería                    | Teruel                   | [ 5 ]   |
| XXIII         | 2020      | Club Voleibol Teruel     | 3–0  | Unicaja Costa de Almería           | Teruel                   | [ 2 ]   |
| XXIV          | 2021      | Club Voleibol Guaguas    | 3–0  | Feníe Energía Mallorca Voley Palma | Las Palmas               |         |
| XXV           | 2022      | Melilla Sport Capital    | 3–1  | Unicaja Costa de Almería           | Almería                  |         |
| XXVI          | 2023      | Club Voleibol Guaguas    | 3–2  | Grupo Herce Soria                  | Las Palmas               |         |
| XXVII         | 2024      | Club Voleibol Guaguas    | 3–0  | Unicaja Costa de Almería           | Las Palmas               |         |

## Palmarés

### Clubs
| Equipo                   | Títulos | Subcamp. | Años campeonatos                                                         |
| ------------------------ | ------- | -------- | ------------------------------------------------------------------------ |
| Club Voleibol Teruel     | 9       | 3        | 2009, 2012, 2013, 2014, 2016, 2017, 2018, 2019, 2020                     |
| Unicaja Costa de Almería | 7       | 12       | 2004, 2005, 2007, 2009, 2013, 2014, 2016, 2018, 2019, 2020, 2022 y 2024. |
| CV Portol                | 3       | 1        | 2005, 2007, 2008                                                         |
| Club Voleibol Guaguas    | 3       | -        | 2021, 2023 y 2024.                                                       |
| Club Deportivo San José  | 1       | 2        | 1994                                                                     |
| C.V. Calvo Sotelo        | 1       | 2        | 1996                                                                     |
| Son Amar Palma           | 1       | -        | 1990                                                                     |
| C.V. Arona Tenerife      | 1       | -        | 2004                                                                     |
| Melilla Sport Capital    | 1       | -        | 2022                                                                     |
| C.D. Numancia            | -       | 2        |                                                                          |
| Club Vóley Palma         | -       | 2        |                                                                          |
| PTV Málaga               | -       | 1        |                                                                          |
| C.V. Elche               | -       | 1        |                                                                          |
| Grupo Herce Soria        | -       | 1        |                                                                          |

### Títulos por comunidad autónoma
| Comunidad Autónoma         | Títulos | Subcampeón | Clubes campeones                                                                     |
| -------------------------- | ------- | ---------- | ------------------------------------------------------------------------------------ |
| Aragón                     | 9       | 3          | Club Voleibol Teruel (9\|3)                                                          |
| Andalucía                  | 7       | 13         | Unicaja Almería (7\|12) y PTV Málaga (0\|1)                                          |
| Islas Canarias             | 5       | 2          | Club Voleibol Guaguas (3\|0), CV Calvo Sotelo (1\|2) y C.V. Arona Tenerife (1\|0)    |
| Islas Baleares             | 4       | 3          | CV Portol (3\|1), Son Amar Palma (1\|0) y Club Vóley Palma (0\|2)                    |
| Castilla y León            | 1       | 5          | Club Deportivo San José (1\|2), Numancia CMA Soria (0\|2) y Grupo Herce Soria (0\|1) |
| Ciudad Autónoma de Melilla | 1       | 0          | Melilla Sport Capital (1\|0)                                                         |
| Comunidad Valenciana       | 0       | 1          | CV Elche (0\|1)                                                                      |